# Néo Mikró Chorió
Néo Mikró Chorió är en ort i Grekland.   Den ligger i prefekturen Nomós Evrytanías och regionen Grekiska fastlandet, i den centrala delen av landet, 200 km nordväst om huvudstaden Aten. Néo Mikró Chorió ligger 703 meter över havet och antalet invånare är 134.
Terrängen runt Néo Mikró Chorió är kuperad åt nordost, men åt sydväst är den bergig. Néo Mikró Chorió ligger nere i en dal. Runt Néo Mikró Chorió är det mycket glesbefolkat, med 3 invånare per kvadratkilometer. Närmaste större samhälle är Karpenísi, 9,3 km nordost om Néo Mikró Chorió. 